# Cretaproscolia asiatica
Cretaproscolia asiatica (лат.) — ископаемый вид ос из семейства Scoliidae. Один из древнейших представителей жалящих перепончатокрылых. Обнаружен в раннемеловых отложениях Китая (Tuanwang Town, Лайян, аптский ярус, Laiyang Formation, провинция Шаньдун, около 120 млн лет).

## Описание
Длина тела 15,1 мм, длина переднего крыла 9,8 мм (ширина 3,2 мм), длина заднего крыла 7,6 мм.
Вид Cretaproscolia asiatica был впервые описан по отпечатку тела, переднего и заднего крыльев в 2006 году китайским палеоэнтомологом Дж. Ф. Чжаном (J. F. Zhang). Включён в состав рода Cretaproscolia Rasnitsyn and Martínez-Delclòs, 1999, один из древнейших представителей семейства Scoliidae. Предварительно новый вид отнесён к подсемейству Proscoliinae из семейства Scoliidae. Среди древнейших ос-сколий: Cretoscolia conquensis (130 млн лет, Испания), Protoscolia sinensis (130 млн лет, Китай), Archaeoscolia hispanica (130 млн лет, Испания). Вместе с меловыми видами ос Architiphia rasnitsyni, Priorvespa longiceps (130 млн лет, Забайкалье, Россия), Curiosivespa antiqua (120 млн лет, Бурятия, Россия), Cretaproscolia josai (120 млн лет, Бразилия), и другими это древнейшие представители надсемейства веспоидных ос (Vespoidea) из отряда перепончатокрылые. Сестринский таксон: C. josai. Видовое название дано по имени места обнаружения типовой серии (Азия, Китай).